# Julije Domac
Julije Domac (Vinkovce, 1853. június 1. – Zágráb, 1928. március 6.), horvát kémikus, gyógyszerész, egyetemi tanár, a Zágrábi Egyetem rektora. A modern horvát gyógyszerészet megalapítója.

## Élete és munkássága
A gimnáziumot szülővárosában végezte, ahol apja gyógyszerész volt. Gyógyszerészi tanulmányait 1874-ben Bécsben végezte, majd 1880-ban Grazban doktorált. Disszertációját a szerves kémia tárgyköréből írta. Tisztázta a mannitból nyert hexén szerkezetét. Meghatározta a kettős kötés helyét a mannitból nyert hexénben, és bebizonyította, hogy ez egy normál hexén származéka. Ezzel megoldódott a mannit addig ismeretlen szerkezete is. A Bécsben felajántott adjunktusi állás ellenére visszatért hazájába. Középiskolákban és gimnáziumokban tanított kémiát, majd 1896-tól 1924-ig a farmakognózia egyetemi tanáraként a Zágrábi Egyetem Bölcsészettudományi Karának Gyógyszerészeti tanfolyamán dolgozott. 1896-ban megalapította a Farmakognóziai Intézetet. Ez volt az első ilyen intézet Európának ezen a részén. Ő rakta le az oktatói és tudományos munka alapjait, ezért a horvát gyógyszerészet megalapítójának tartják. Társszerzője volt a Horvát-Szlavónországi Gyógyszerkönyvnek, amely az európai gyógyszerészek körében rendkívül jól fogadott munka volt, és amely számos újítást vezetett be. Ő írta az első horvát farmakognóziai tankönyvet is. Középiskolai tankönyveket is írt szerves (1893) és szervetlen kémiából (1901).  Az 1901/1902-es ciklusban a bölcsészkar dékánja, 1911/1912-ben pedig az egyetem rektora volt. Rektori ciklusa alatt 1911-ben kezdték építeni az Egyetemi Könyvtárat (az építkezést 1907-ben engedélyezték), a rektori ciklus után rektorhelyettes volt.

## Főbb művei
- Organska kemija ili Kemija ugljikovih spojeva. Zagreb 1893, 1899, 1906
- Uputa u farmakognoziju. Zagreb 1899
- Anorganska kemija. Zagreb 1901

## Emlékezete
- Róla nevezték el az 1955. évben alapított, a gyógyszerészet területén elért kiemelkedő érdemekért járó elismerést.[3]
- Ivanja Reka egyik utcája 1993 óta viseli a nevét.